# Nazionale B di calcio dell'Italia
La Nazionale B di calcio dell'Italia è stata la seconda squadra della nazionale di calcio italiana che occasionalmente ha funto da supporto e sviluppo per la prima squadra. Nel tempo, la formazione ha affrontato le squadre di altre nazioni e giocato partite contro altre formazioni B delle rispettive nazionali. Fin dalla creazione della squadra nel 1927, sono state giocate 70 partite ufficiali. A questi incontri possono essere aggiunti altri 8 match, disputati da selezioni interregionali.
A partire dagli anni '80 la nazionale B ha, almeno ufficiosamente, terminato la disputa di partite ufficiali contro altre formazioni di pari livello. Solo occasionalmente, alcuni giocatori, non facenti parte del giro delle nazionali (A o Under 21), possono essere convocati dalla federazione per alcuni stage, infrasettimanali, che non prevedono però la disputa di una partita amichevole contro altre formazioni. Si può, per tal ragione, ritenere ormai conclusa l'esperienza della Nazionale B.

## Storia

### Gli esordi
La squadra B nacque nel 1927, per dare la possibilità di testare altri giocatori, oltre quelli impegnati con la nazionale maggiore, seguendo l'esempio della nazionale francese; esordì ad Esch-sur-Alzette, il 17 aprile, battendo 5-1 la nazionale A del Lussemburgo, in contemporanea con una partita della nazionale A contro il Portogallo. Il selezionatore della squadra fu Renzo De Vecchi. La squadra disponeva anche di elementi di una certa esperienza, come Cevenini III, autore della prima rete. La seconda gara venne disputata, a una settimana di distanza, e vide prevalere la selezione italiana sull'Irlanda A, a Dublino.

### L'anteguerra
Fino alla seconda guerra mondiale l'impiego di questa nazionale fu molto frequente, tanto da disputare, tra il 1929 e il 1939, ben 38 incontri, compresi i match disputati da selezioni interregionali, la prima delle quali venne giocata a Roma il 20 marzo 1932, quando una selezione del centro sud Italia affrontò l'Austria B. Il 10 aprile dello stesso anno, a Como, l'Italia B ottenne la sua più larga affermazione, battendo ancora il Lussemburgo A, per 12-0.

### Il dopoguerra

L'incontro di Milano tra Italia B e Inghilterra B dell'11 maggio 1950

Il primo incontro, nel dopoguerra, riferibile a questa rappresentativa, fu una partita disputata a Locarno da una selezione del nord Italia, che batté per 4-1 la Svizzera B.
Nel maggio 1949 la nazionale B affrontò la prima edizione della Coppa del Mediterraneo (o Torneo dell'Amicizia) disputando tre match, ad Atene, rispettivamente contro Egitto A, Turchia A e Grecia A; la nazionale azzurra venne definita "cadetti". Con tre vittorie, in altrettanti incontri, la nazionale B si aggiudicò il torneo.
Il summenzionato torneo venne riproposto nel triennio 1950-1953, nuovamente vinto dai cadetti azzurri, e ancora nel quinquennio 1953-1958, stavolta vinto dagli iberici e con gli azzurri a chiudere al terzo posto.

### La nascita dell'Under 23
L'ultimo match della nazionale B si disputò il 16 marzo 1966 nello stesso luogo, e contro lo stesso avversario, dell'esordio, ovvero ad Esch-sur-Alzette, contro il Lussemburgo A (gara vinta per 3-0 dagli azzurri).
Per delibera del Consiglio Federale della FIGC, infatti, dalla stagione 1967-68, la nazionale B venne sostituita a tutti gli effetti dalla Nazionale Under-23, al fine di disputare il neonato campionato europeo di categoria.

### La Sperimentale
A partire dalla stagione 1976-1977, a seguito della soppressione del campionato europeo Under 23, e sua trasformazione in un campionato riservato all'Under 21, la FIGC decise, con delibera federale, di sostituire l'Under 23 con la nazionale "Sperimentale".

La formazione dell'Italia Sperimentale scesa in campo a Verona il 26 aprile 1978 contro la rappresentativa della Lega Scozzese.

Già nel febbraio del 1976 venne riproposta la nazionale B, a dieci anni di distanza dall'ultimo match. Venne disputato un incontro, a Essen, contro la Germania Ovest B, vinto dagli azzurri per 1-0, con gol di Paolo Pulici; la selezione era guidata da Azeglio Vicini. La definizione della nazionale però non è univoca, tanto che gli organi di stampa la definirono come Under 23 (Vicini era selezionatore dell'Under 23), pur in presenza di convocati esperti, come Giacinto Facchetti.
Fino al 1979 vennero disputati altri 7 incontri. Già dal match seguente, il 19 gennaio 1977, a Udine,  contro la Lega Irlandese, la panchina venne affidata a Enzo Bearzot. L'incontro fu di preparazione al match che, pochi giorni dopo, la nazionale A avrebbe disputato col Belgio, a Roma.
La B affrontò anche due rappresentative maggiori: due volte la Svizzera, il 13 aprile 1977, a Basilea, e l'8 novembre 1978 a Ferrara, e l'Unione Sovietica, il 23 febbraio 1979, a Bologna.
L'ultimo incontro, ancora contro la Germania Ovest B, si tenne a Genova, il 19 dicembre 1979. La partita terminò 1-2, per gli ospiti: il gol azzurro venne siglato da Alessandro Altobelli.

### L'Olimpica
Dalle Olimpiadi del 1984, per la prima volta, venne autorizzato l'impiego di giocatori professionisti. Tuttavia, le nazionali europee e sudamericane avrebbero potuto schierare solo quei giocatori che non avevano mai giocato in una fase finale di un Campionato mondiale di calcio. Nacque così la nazionale Olimpica, che venne istituita nel 1982, diventando, di fatto, la seconda selezione nazionale italiana. La stessa formula venne riproposta anche per le Olimpiadi del 1988.

### L'ultimo incontro
La Sperimentale venne convocata ancora una volta, per un'amichevole, contro l'Olanda B, da disputarsi l'8 gennaio 1986, ancora a Genova. La pioggia però non consentì di svolgere il match; si tentò di posticipare la gara al giorno seguente ma, a causa della neve che ricoprì nella notte il terreno dello Stadio Luigi Ferraris, la gara venne definitivamente cancellata. Venne proposto agli avversari di effettuare il match la settimana successiva, ma senza trovare un accordo. Anche la richiesta di una seconda gara della nazionale sperimentale, proposta dal selezionatore, Enzo Bearzot, non ebbe seguito, a causa dell'affollamento del calendario.

### Eventi successivi

Un esordiente Andrea Barzagli (a sinistra), futuro campione del mondo, nell'amichevole tra Italia – giornalisticamente nota come "sperimentale" – e del 17 novembre 2004.

Nei decenni successivi la denominazione ufficiosa di Sperimentale è stata saltuariamente rispolverata dagli organi di stampa in particolari occasioni: tuttavia la FIGC non ha mai riportata in auge tale appellativo in forma ufficiale.
Il termine ha rifatto una prima comparsa presso la stampa sportiva il 17 novembre 2004, per un'amichevole a Messina contro la Finlandia, in cui il commissario tecnico della nazionale maggiore, Marcello Lippi, decise di convocare, eccezion fatta per Marco Materazzi nell'occasione capitano, esclusivamente i giovani più promettenti messisi in luce in quello scorcio iniziale di campionato, molti dei quali all'esordio assoluto in maglia azzurra: tra gli elementi scesi in campo in questa nazionale "sperimentale", vittoriosa per 1-0, figurarono nomi poi divenuti punti fermi della nazionale A per gli anni a venire, come Andrea Barzagli, Giorgio Chiellini, Daniele De Rossi e Luca Toni.
Il termine tornò in voga tra gli addetti ai lavori tra il 2016 e il 2017, quando la FIGC istituì degli stage riservati a giocatori non ancora nel giro della nazionale maggiore, condotti dal selezionatore della stessa, Gian Piero Ventura. Da questo progetto scaturì l'amichevole del 31 maggio 2017 a Empoli contro San Marino, terminata 8-0 per gli azzurri: la nazionale scesa in campo è stata definita "sperimentale" dalla stampa, mentre da par suo la FIGC considerò il tutto come un'amichevole non ufficiale della nazionale A.

## Statistiche di squadra

### Statistiche generali e record
|        | Giocate | Vinte | Pareggiate | Perse | Gol fatti | Gol subiti |
| ------ | ------- | ----- | ---------- | ----- | --------- | ---------- |
| Totale | 70      | 44    | 12         | 14    | 174       | 74         |